# فرودگاه لا توک
فرودگاه لا توک (به انگلیسی: La Tuque Airport) یک فرودگاه همگانی با کد یاتا YLQ است که یک باند فرود آسفالت دارد و طول باند آن ۱۵۲۴ متر است. این فرودگاه در کشور کانادا قرار دارد و در ارتفاع ۱۶۷ متری از سطح دریا واقع شده‌است.